# Pylaisiopsis speciosa
Pylaisiopsis speciosa là một loài rêu trong họ Sematophyllaceae. Loài này được (Mitt.) Broth. mô tả khoa học đầu tiên năm 1909.